# Блажеевский, Ромуальд Осипович
Ромуальд Осипович (Иосифович) Блажеевский (26 мая [7 июня] 1839, Гродно — 1916, Казань, Российская империя) — математик; приват-доцент Казанского университета (с 1888).

## Биография
Родился в 1839 году в Гродно (ныне Республика Беларусь). Происходил из старинной дворянской семьи, поляк. Был старшим из семи детей (4 брата и 3 сестры) Осипа Осиповича (Иосифа Иосифовича) и Наталии Блажеевских.
В 1855 году, окончив гродненскую гимназию, Блажеевский поступил на медицинский факультет Московского университета, но со второго курса перешел на физико-математический факультет; в 1860 году окончил его кандидатом, по рекомендации профессора Н. Д. Брашмана командирован в Париж, где занимался геометрией у М. Chasles.
Защитив в 1864 году диссертацию на степень магистра, занялся преподаванием, читал математическую физику; один из основателей Московского математического общества (1864).
Учитель математики в московском училище живописи, ваяния и зодчества (1865—1868 гг.), затем учитель того же предмета во влоцлавской реальной гимназии (1870—1871 гг.). В связи с болезнью жены вынужден оставить службу и поселиться в Уфе. С 26 октября 1888 года приват-доцент Казанского университета при кафедре чистой математики.
В начале 1905 года присоединился к «академическому союзу».
Умер и похоронен в Казани.

## Труды
- Об эллиптических интегралах 3-го вида. — М., 1864.
- О современном состоянии высшей оптики. Варшава, 1873.
- К задаче о нахождении треугольника по трем данным биссектрнсам. — «ИФМО», сер.2, т.2, № 3, 1892, с. 23.
- О прямых, делящих углы треугольника пополам. «ИФМО», сер.2, т. 1, № 2, 1891, с.42.

Кроме того, им опубликовано две статьи на французском языке в парижских научных журналах в 1894 — 97 гг.